# Mónica Scapparone
Mónica Scaparone (Buenos Aires, 24 de diciembre de 1964) es una actriz argentina que se ha destacado por sus trabajos en cine y televisión.

## Biografía
Luego de haber realizado el papel de Lola, la amante de un ex represor durante la última dictadura militar en Argentina, en la exitosa telenovela Montecristo, sobre el robo de bebés durante la misma, la actriz comenzó a colaborar con las Abuelas de Plaza de Mayo para recuperar a las más de 400 personas que fueron secuestradas cuando eran bebés y aún permanecen desaparecidas.

## Filmes
| Películas | Películas                           | Películas                  |
| Año       | Título                              | Personaje                  |
| --------- | ----------------------------------- | -------------------------- |
| 1988      | El acompañamiento                   | Exnovia de Tucu            |
| 1989      | El abismo de mi vida                | Enfermera                  |
| 1993      | Tango feroz, la leyenda de Tanguito | Vendedora tienda de discos |
| 1995      | Caballos salvajes                   | Mónica                     |
| 1997      | Cenizas del paraíso                 | Carolina Miranda           |
| 1999      | La venganza                         | Ingrid                     |
| 2000      | Oro de barro                        | Katia                      |
| 2002      | Kamchatka                           | Madre de Bertuccio         |
| 2007      | Dos hermanos                        | Erika                      |
| 2008      | El cine de Maite                    | Mónica                     |
| 2009      | En nuestros corazones para siempre  | Lidia                      |
| 2013      | Señales                             | Paola                      |
| 2016      | El peor día de mi vida              | Marta                      |
| 2019      | Planta permanente                   | Jessica                    |
| 2022      | Perla                               | Josefína                   |
| 2023      | Cristalino                          | Andrea                     |

| Cortometrajes | Cortometrajes | Cortometrajes |
| Año           | Título        | Personaje     |
| ------------- | ------------- | ------------- |
| 1991          | Planeta top   | Modelo        |
| 2008          | Niña luz      | Romina        |

## Televisión
| Ficciones | Ficciones                   | Ficciones                                          |
| Año       | Título                      | Personaje                                          |
| --------- | --------------------------- | -------------------------------------------------- |
| 1983      | Todo por el amor            | Emilia Tasso Noguera                               |
| 1984      | Quinto mandamiento          | Rosario "Charito" Martínez Gómez                   |
| 1985      | María Isabel                | Areli                                              |
| 1986      | Frente al sol               | Laura Buenrostro                                   |
| 1987      | Despues del atardecer       | Laura Buenrostro                                   |
| 1988      | Sin marido                  | Luciana                                            |
| 1988      | De carne somos              | Patricia                                           |
| 1988      | Gasalla                     | Varios personajes                                  |
| 1990      | El mundo de Gasalla         | Varios personajes                                  |
| 1990      | La bonita pagina            | Varios personajes                                  |
| 1991      | Gasalla 91                  | Varios personajes                                  |
| 1992      | El palacio de la risa       | Varios personajes                                  |
| 1992      | Patear el tablero           | Laura                                              |
| 1994      | Aprender a volar            | Perla                                              |
| 1994      | Montaña rusa                | Claudia                                            |
| 1996      | Los especiales de Doria     | Alejandra                                          |
| 1998      | Alas, poder y pasión        | Indira Carreras                                    |
| 1999      | Buenos vecinos              | Marta                                              |
| 1999      | El hombre                   | Cecilia                                            |
| 1999      | Mamitas                     | Silvina Mazzei                                     |
| 1999      | Libre-mente                 | Maite                                              |
| 1999-2000 | Vulnerables                 | Beatriz "Bety"                                     |
| 2000      | Tiempo Final                | Camila "Episodio: El autógrafo"                    |
| 2001      | Un mundo de sensaciones     | Julia Visciani                                     |
| 2002      | Maridos a domicilio         | Karina Rivero                                      |
| 2003      | Malandras                   | María Jose                                         |
| 2003      | Resistiré                   | Sonia                                              |
| 2003      | Dr. Amor                    | Karen                                              |
| 2004      | El deseo                    | Mabel "Mabelita"                                   |
| 2004      | Quinto mandamiento          | Carmen                                             |
| 2005      | Numeral 15                  | Virginia "Episodio: Santa calls"                   |
| 2005      | Botines                     | "Episodio: Acorralados"                            |
| 2006      | Montecristo                 | Dolores "Lola" de Donoso                           |
| 2006      | Mujeres asesinas 2          | Diana "Episodio: Yiya Murano, envenenadora"        |
| 2007      | Los cuentos de Fontanarrosa | Paula "Episodio: El verde con los botones dorados" |
| 2008      | Don Juan y su bella dama    | Eugenia Gutiérrez                                  |
| 2010      | Ciega a citas               | Pamela "Pame"                                      |
| 2010      | Caín y Abel                 | Daniela Bossi                                      |
| 2011      | Historias de la primera vez | Norma "Episodio: La primera vez en el amor"        |
| 2011      | Tiempo de pensar            | Gabriela "Episodio: La despedida"                  |
| 2012      | 23 pares                    | Karina                                             |
| 2014      | Sres. Papis                 | Anyelina Yoli                                      |
| 2017      | Cuéntame cómo pasó          | Victoria                                           |